# Герб Усть-Алданского улуса
Герб муниципального образования «Усть-Алда́нский улу́с (райо́н)» Республики Саха (Якутия) Российской Федерации.
Герб утверждён постановлением Собрания представительного органа муниципального образования «Усть-Алданский улус (район)» № 141 от 19 ноября 2004 года.
Герб внесён в Государственный геральдический регистр Российской Федерации под регистрационным номером № 1720.

## Описание герба
«В лазоревом поле на зелёном, завершённом золотом холме, справа золотая, окаймлённая червленью, коновязь; слева серебряный конь, стоящий прямо и обернувшийся вправо. Во главе семь серебряных дугообразно расположенных якутских алмазов (фигуры в виде поставленных на угол квадратов, каждый из которых расторгнут на шесть частей: накрест и наподобие двух сходящихся по сторонам стропил)».

## Описание символики герба
По народным преданиям Конь («Дьеheгей») является прародителем Усть-Алданского улуса — символ величия и могущества, оберегающий своих жителей. Коновязь («Сэргэ») — символ жизни, единения жителей улуса.
Алмазы в особой стилизации, аналогичной их стилизации в Государственном гербе Республики Саха (Якутия), обозначают административно-территориальную принадлежность муниципального образования к Республике Саха (Якутия).
Авторы герба: Колодезников Прокопий Михайлович (с. Борогонцы), компьютерный дизайн и доработка: Матвеев Артур Матвеевич (г. Якутск).